# أفضل كتاب الكلمات على الإطلاق
نُشر أفضل كتاب كلمات على الإطلاق لريتشارد سكاري في عام 1963 وأصبح كتاب الأطفال الأكثر مبيعًا. كان سكاري يرسم الكُتب الخاصة بالأطفال منذ عام 1950 ولكن هذه كانت المرة الأولى له كمؤلف ورسام. يمثل الكتاب أيضًا بداية عمل المؤلف في سلسلة الأفضل على الإطلاق. تحتوي الطبعة الأصلية على أكثر من 1400 صورة مُصنفة وباع الكتاب أكثر من سبعة ملايين نسخة في 12 عامًا.   صُمم كتاب الكلمات للترفيه عن الأطفال أثناء تعليمهم الكلمات والأرقام. وهو مقسم إلى موضوعات في كل زوج من الصفحات. تتراوح المواضيع من الرياضة إلى المنازل مع أمثلة من جميع أنحاء العالم. تحتوي الصفحات على نصوص صغيرة، والتي غالبًا ما تتحدى القارئ للعثور على شيء ما في الصفحة. الشخصيات كلها حيوانات مجسمة أغلبها القطط والدببة والأرانب والفئران، لكن يستخدم العديد من الحيوانات الأخرى أيضًا. 

## النشر
نُشر الكتاب لأول مرة في الولايات المتحدة عام 1963، تلته طبعة بريطانية نشرها بول هاملين عام 1964 وأعيد طبعها عام 1965. تمت إعادة طبع أفضل كتاب كلمات على الإطلاق ومراجعته عدة مرات منذ ذلك الحين. تمت ترجمة الكتاب إلى عدد من اللغات الأخرى، بما في ذلك طبعة ثنائية اللغة باللغتين الإنجليزية والإسبانية  وواحدة باللغة الأوكرانية. 

## تحرير أفضل كتاب كلمات على الإطلاق
عُدلت النسخة البريطانية قليلاً للسوق البريطانية. على سبيل المثال، يُظهر الغلاف الأمامي كوخًا من القش بدلاً من حظيرة على الطراز الأمريكي، وتُعرض صفحات "عندما تكبر" جنديًا بريطانيًا بدلاً من جندي أمريكي. 
بحلول عام 1980، عُدل الكتاب بعض ما أصبح يُنظر إليه على أنه أدوار نمطية للإناث وتحديث المصطلحات.  أجري ما لا يقل عن 14 تغييرًا، بما في ذلك تغيير شرطي ذكر إلى ضابطة شرطة على الغلاف الأمامي، وتغيير الطيار الوسيم إلى طيار أنثى ومضيفة جميلة إلى مضيفة طيران. 
قُلص عدد صفحات الكتاب من 92 إلى 72 صفحة، مع إزالة أشياء مثل في حديقة الزهور.

## الأعمال ذات الصلة
بعد نجاحه الكبير الدي حققه أفضل كتاب كلمات على الإطلاق، واصل ريتشارد سكاري إنشاء عدد كبير من كتب الأطفال الأخرى بنفس الأسلوب مع حيوانات مماثلة، وهيمنة مماثلة للفن على النص وحتى أسماء مماثلة، بما في ذلك أفضل كتاب أول على الإطلاق، أفضل كتاب صغير للكلمات على الإطلاق وكتابه الأخير أكبر كتاب كلمات لريتشارد سكاري على الإطلاق. حُول العديد منها إلى فيديوهات ومسلسل تلفزيوني بعنوان عالم ريتشارد سكاري المشغول الذي عُرض على قناة شوتايم من عام 1994 إلى عام 1997.

## الطبعات الإنجليزية
- الناشر: الصحافة الذهبية، 1963، 91 صفحة، غلاف فني (ASIN B000J07UG8)
- الناشر: شركة ويسترن للنشر، أكتوبر، أكتوبر 1963، غلاف فني ((ردمك 0307655105) )
- الناشر: بول هاملين، 1964، 91 صفحة، غلاف فني، النسخة البريطانية
- الناشر: المطبعة الذهبية، 1980، 72 صفحة، غلاف فني، ((ردمك 9780307155108)،(ردمك 0-307-15510-2) )
- الناشر: الكتب الذهبية، 1999، 72 صفحة، غلاف فني، حجم كبير ((ردمك 9780307155108) )
- الناشر: كتب الأطفال راندوم هاوس (مع الكتاب الذهبي الصغير العملاق)، سبتمبر 1999، غلاف فني ((ردمك 0-307-15510-2) )
- الناشر: Luna Rising، سبتمبر 2004، 64 صفحة، غلاف فني، (ثنائي اللغة، الإنجليزية-الإسبانية) ((ردمك 9780873588737) )

## الروابط الخارجية
- Petri Liukkonen. "Richard Scarry". Books and Writers.
- Мій Найкращий Словник. Ottawa, Ukrainian Publishing. Ukrainian-English-French adaptation of Richard Scarry's Best Word Book Ever - 2nd interactive Internet edition.
- Flickr- Changes over the years
- biography